# Looypaal
De Looypaal is een oude grenspaal in het tot de Antwerpse gemeente Vosselaar behorende gehucht Looy.
De Looypaal bevindt zich op de plaats waar de gemeenten Turnhout, Vosselaar en Beerse samenkomen. De ouderdom van de grenspaal is niet geheel duidelijk, maar mogelijk gaat hij terug tot het 2e kwart van de 14e eeuw. De uit arduin vervaardigde paal heeft op één zijde de letter B (Beerse), op een andere zijde de letter T (Turnhout) en op een derde zijde een vossenstaart.
Pas in 1854 werd de paal op een landkaart, en wel de Vandermaelenkaart opgetekend, en wel als Looy Pael.
In 1989 werd de paal gerestaureerd en daarbij iets verplaatst.